# Formule economice (microeconomie)

## Microeconomie

### Teoria consumatorului
- Ecuația bugetului: {\displaystyle p_{1}x_{1}+p_{2}x_{2}+...+p_{n}x_{n}\leq e}

pi, prețul produsului i, xi cantitatea din bunul i
Cazul a două bunuri:
Ecuația bugetului: {\displaystyle p_{1}x_{1}+p_{2}x_{2}\leq e}
{\displaystyle x_{1}={\frac {e}{p_{1}}}-{\frac {p_{2}}{p_{1}}}\cdot x_{2}}
Înclinația spre consum: {\displaystyle {\frac {dx_{1}}{dx_{2}}}=-{\frac {p_{2}}{p_{1}}}}
{\displaystyle {{x_{1}}_{max}}={\frac {e}{p_{1}}}}

{\displaystyle {{x_{2}}_{max}}={\frac {e}{p_{2}}}}
- Funcția de utilitate: {\displaystyle u(f(x_{1},x_{2},...,x_{n})}

Utilitatea marginală a bunului {\displaystyle i}: {\displaystyle {\frac {\partial u}{\partial x_{i}}}={\frac {\partial f}{\partial x_{i}}}>0}
Cazul a două bunuri:
Funcția de utilitate: {\displaystyle u(f(x_{1},x_{2})}
Curba de indiferență: {\displaystyle {\overline {u}}=f(x_{1},x_{2})}, {\displaystyle x_{1}=g({\overline {u}},x_{2})}
Rata marginală a substituției: {\displaystyle {\frac {\partial x_{1}}{\partial x_{2}}}={\frac {\partial g}{\partial x_{2}}}=-{\frac {\frac {\partial u}{\partial x_{2}}}{\frac {\partial u}{\partial x_{1}}}}}
Prima lege a lui Gossen: {\displaystyle {\frac {\partial ^{2}u}{\partial x_{i}^{2}}}<0}
Rata marginală a substituției, descrescătoare: {\displaystyle {\frac {\partial ^{2}x_{1}}{\partial x_{2}^{2}}}>0}
- Planul optim de consum - cazul a două bunuri:

Funcția: {\displaystyle u=f(x_{1},x_{2})\rightarrow maximizare}
Restricția bugetară: {\displaystyle p_{1}x_{1}+p_{2}x_{2}=e}
Funcția Lagrange: {\displaystyle L=f(x_{1},x_{2})+\lambda (e-p_{1}x_{1}-p_{2}x_{2})\rightarrow maximizare}
{\displaystyle {\frac {\partial L}{\partial x_{1}}}={\frac {\partial f}{\partial x_{1}}}-\lambda p_{1}=0}
{\displaystyle {\frac {\partial L}{\partial x_{2}}}={\frac {\partial f}{\partial x_{2}}}-\lambda p_{2}=0}
{\displaystyle {\frac {\partial L}{\partial \lambda }}=e-p_{1}x_{1}-p_{2}x_{2}=0}
Utilitatea marginală a banilor pentru bunul {\displaystyle i}: {\displaystyle \lambda ={\frac {\frac {\partial f}{\partial x_{i}}}{p}}_{i}}
A doua lege a lui Gossen: {\displaystyle \lambda ={\frac {\frac {\partial f}{\partial x_{i}}}{p}}_{i}={\frac {\frac {\partial f}{\partial x_{j}}}{p}}_{j}}, pentru {\displaystyle i,j=1,2,...,n}

### Teoria firmei

#### Funcția de producție
- Ecuația funcției de producție: {\displaystyle y=g(r_{1},r_{2},...,r_{n})}

- Productivitatea factorului {\displaystyle i}: {\displaystyle {\frac {y}{r_{i}}}}
- Productivitatea marginală a factorului {\displaystyle i}: {\displaystyle {\frac {\delta y}{\delta r_{i}}}={\frac {\delta f}{\delta r_{i}}}>0}
- Elasticitatea producției: {\displaystyle \eta _{y,r_{i}}={\frac {\delta y}{\delta r_{i}}}\cdot {\frac {r_{i}}{y}}}
- Intensitatea factorilor: {\displaystyle {\frac {r_{i}}{r_{j}}}} pentru {\displaystyle i\neq j}

- Funcție Cobb-Douglas: {\displaystyle y=A\cdot r_{1}^{\alpha }\cdot r_{2}^{\beta }}, {\displaystyle A>0},

- Economii de scară:

constante α + β = 1, sau {\displaystyle \epsilon _{y^{*},\lambda }=1} (funcție de producție linear-omogenă)
descrescătoare α + β < 1, sau {\displaystyle \epsilon _{y^{*},\lambda }<1} (funcție de producție sublinear-omogenă)
crescătoare α + β > 1, sau {\displaystyle \epsilon _{y^{*},\lambda }>1} (funcție de producție supralinear-omogenă)

#### Teoria costurilor
- Ecuația costurilor și izocosturilor:{\displaystyle K=r_{1}q_{1}+r_{2}q_{2}+...+r_{n}q_{n}+F}

### Teoria pieței

#### Monopol
- a=preț prohibitiv
- b=înclinația funcției cererii
- c=costuri variable pe bucată
- F=costuri fixe

Funcția cererii: {\displaystyle p(y)=a-by}
Funcția costurilor totale: {\displaystyle C(y)=cy+F}
Funcția costurilor marginale: {\displaystyle C'(y)=c}
Funcția câștigului (Revenue): {\displaystyle R(y)=p(y)\cdot y=(a-by)\cdot y}
Funcția câștigului marginal: {\displaystyle R'(y)=a-2by}
Funcția profitului: {\displaystyle G(y)=R(y)-C(y)=(a-by)y-cy-F}
Funcția profitului marginal: {\displaystyle G'(y)=R'(y)-C'(y)=a-2by-c=0}
Cantitatea de echilibru: {\displaystyle y\star ={\frac {(a-c)}{2b}}}
Prețul de echilibru: {\displaystyle g\star ={\frac {(a+c)}{2}}}

#### Cantități și prețuri de echilibru pentru diferite forme ale pieței
|                     | g                              | Cantitatea de echilibru {\displaystyle y\star =g\cdot {\frac {a-c}{b}}} | Prețul de echilibru {\displaystyle p\star =(1-g)\cdot a+g\cdot c} |
| ------------------- | ------------------------------ | ----------------------------------------------------------------------- | ----------------------------------------------------------------- |
| Monopol             | {\displaystyle {\frac {1}{2}}} | {\displaystyle {\frac {1}{2}}\cdot {\frac {a-c}{b}}}                    | {\displaystyle {\frac {1}{2}}\cdot (a+c)}                         |
| Duopol Stackelberg  | {\displaystyle {\frac {3}{4}}} | {\displaystyle {\frac {3}{4}}\cdot {\frac {a-c}{b}}}                    | {\displaystyle {\frac {1}{4}}\cdot a+{\frac {3}{4}}\cdot c}       |
| Duopol Nash-Cournot | {\displaystyle {\frac {2}{3}}} | {\displaystyle {\frac {2}{3}}\cdot {\frac {a-c}{b}}}                    | {\displaystyle {\frac {1}{3}}\cdot a+{\frac {2}{3}}\cdot c}       |
| Concurență perfectă | {\displaystyle 1}              | {\displaystyle {\frac {1}{2}}\cdot {\frac {a-c}{b}}}                    | {\displaystyle c}                                                 |